# Wiktory 2005
Nagrody Wiktorów za rok 2005
Rozdanie nagród 21. edycji konkursu odbyło się 24 kwietnia 2006 roku w Teatrze Narodowym w Warszawie. Galę prowadził Wojciech Mann.

## Lista laureatów[1]
- Najpopularniejszy polityk – Kazimierz Marcinkiewicz
- Najwyżej ceniony dziennikarz, komentator, publicysta – Andrzej Turski oraz Tomasz Sekielski i Andrzej Morozowski
- Najpopularniejszy aktor telewizji – Piotr Adamczyk
- Piosenkarz lub artysta estrady – Mumio
- Najlepszy prezenter lub spiker telewizyjny – Justyna Pochanke
- Twórca programu telewizyjnego lub artystycznego – Tomasz Lis za Co z tą Polską?
- Osobowość telewizyjna – Wojciech Mann
- Największe odkrycie telewizyjne – Mumio
- Najpopularniejszy sportowiec – drużyna siatkarek
- Wiktor publiczności – Kamil Durczok
- Super Wiktory – Lech Wałęsa, Jean Michel Jarre, Andrzej Turski, Jan Kobuszewski i Witold Pyrkosz
- Specjalny Super Wiktor – Kazimierz Górski